# 東京都道220号昭島停車場熊川線
東京都道220号昭島停車場熊川線（とうきょうとどう220ごう あきしまていしゃじょうくまがわせん）は、東京都昭島市と福生市を結ぶ一般都道。

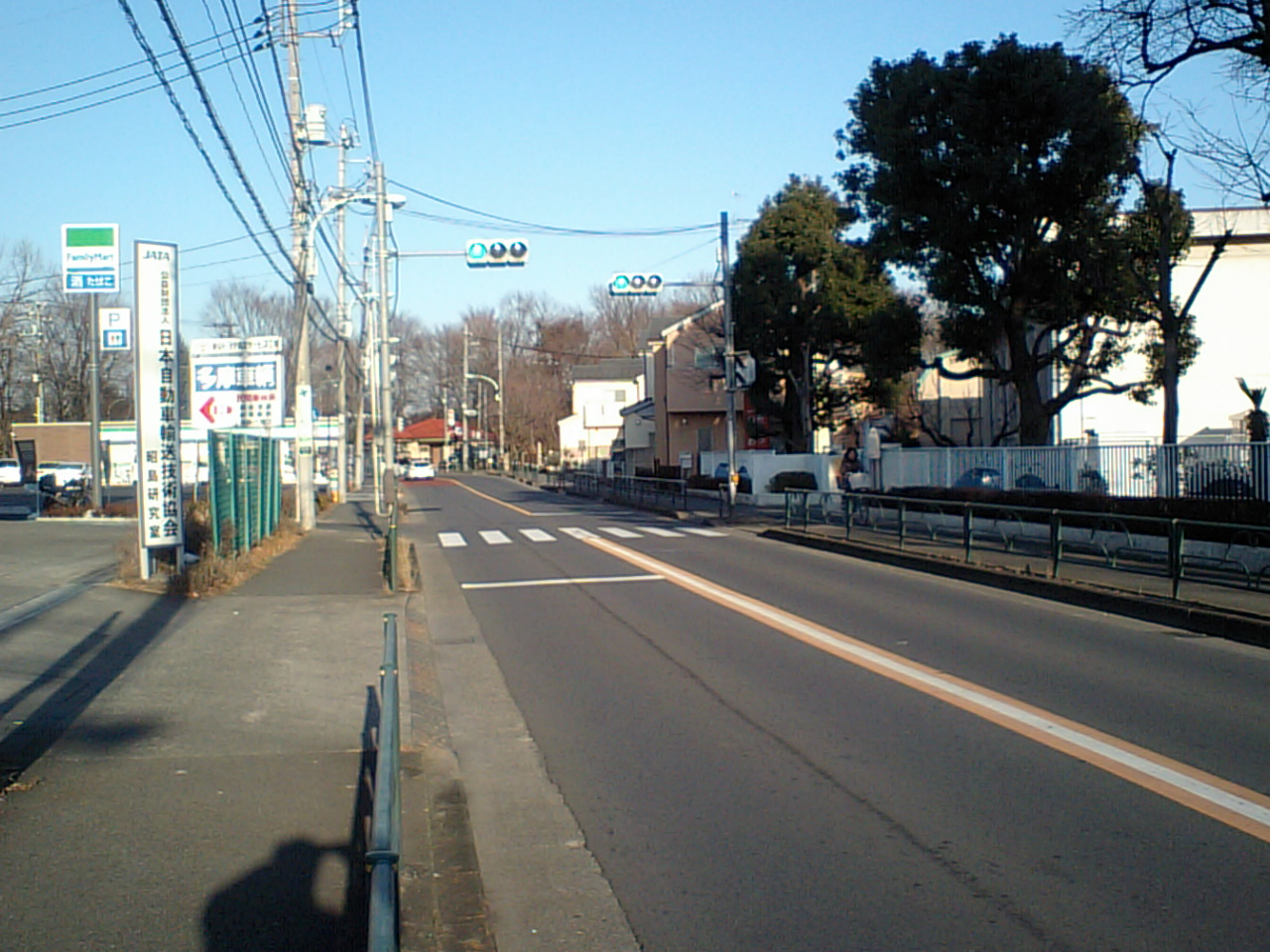
昭島市美堀町付近

## 概要
- 起点：昭島市昭和町2丁目（青梅線昭島駅前）
- 終点：福生市熊川（熊川武蔵野交差点、東京都道7号杉並あきる野線交点）
- 陸上距離：2,044m

## 通過する自治体
- 昭島市
- 福生市

## 交差・接続する道路
- 東京都道7号杉並あきる野線 - 福生市熊川（熊川武蔵野交差点、終点）

## 沿線施設
- 昭島郵便局
- 昭島消防署
- 昭島市環境コミュニケーションセンター
- 福生市リサイクルセンター